# Каанаак
Каанаак (гренл. qaːnɑːq̚) — головне місто у північній частині муніципалітету Аваната в північній Ґренландії, раніше відоме як Туле чи Нове Туле. Одне з найпівнічніших поселень у світі.

## Історія
Район Каанаак на півночі Гренландії був вперше заселений близько 2000 р. до н. е. палео-ескімосами, що мігрували з канадської частини Арктики.
У 1818 році експедиція Джона Росса у цьому районі встановила перший контакт з Грендланськими ескімосами.
Місто Каанаак було засновано взимку 1953 року, коли США розширили повітряну базу Туле і Уряд Данії переселив населення Пітуффік і Дундас на 31 км (19 миль) на північ протягом чотирьох днів. Потім поселення було переміщено ще на 100 км на північ.

## Транспорт
За 4 км на північний захід від міста розташований аеропорт Каанаак. Це — єдиний цивільний аеропорт на північ від Упернавіка, і тому він життєво важливий для північної Гренландії.

## Клімат
У Каанаак холодний тундровий клімат, це означає холодні, довгі зими.
| Клімат Qaanaaq                             | Клімат Qaanaaq | Клімат Qaanaaq | Клімат Qaanaaq | Клімат Qaanaaq | Клімат Qaanaaq | Клімат Qaanaaq | Клімат Qaanaaq | Клімат Qaanaaq | Клімат Qaanaaq | Клімат Qaanaaq | Клімат Qaanaaq | Клімат Qaanaaq | Клімат Qaanaaq |
| Показник                                   | Січ.           | Лют.           | Бер.           | Квіт.          | Трав.          | Черв.          | Лип.           | Серп.          | Вер.           | Жовт.          | Лист.          | Груд.          | Рік            |
| Абсолютний максимум, °C                    | 5              | 1              | 2              | 6              | 12             | 20             | 19             | 17             | 10             | 5              | 3              | 3              | 20             |
| Середній максимум, °C                      | −19            | −20,6          | −20,1          | −12,8          | −2,6           | 4,2            | 7,4            | 6,2            | 0,6            | −6,7           | −12,9          | −17,8          | −7,8           |
| Середня температура, °C                    | −23,3          | −24,6          | −24,1          | −17            | −5,6           | 1,5            | 4,6            | 3,8            | −1,7           | −9,8           | −16,6          | −21,6          | −11,2          |
| Середній мінімум, °C                       | −27            | −28,4          | −27,8          | −21            | −8,6           | −0,7           | 2,1            | 1,6            | −4             | −12,8          | −20,1          | −25            | −14,3          |
| Абсолютний мінімум, °C                     | −40            | −58            | −41            | −34            | −22            | −7             | −3             | −6             | −17            | −31            | −33            | −46            | −58            |
| Середня кількість сонячних годин на місяць | 0              | 8              | 150            | 251            | 316            | 273            | 271            | 175            | 155            | 49             | 0              | 0              | 1648           |
| Норма опадів, мм                           | 6              | 6              | 4              | 6              | 7              | 7              | 16             | 24             | 18             | 12             | 10             | 8              | 124            |
| Днів з опадами                             | 2              | 2              | 1              | 2              | 2              | 2              | 4              | 4              | 4              | 3              | 3              | 2              | 31             |
| Вологість повітря, %                       | 64             | 63             | 63             | 62             | 63             | 69             | 71             | 72             | 69             | 69             | 66             | 67             | 67             |
| ------------------------------------------ | -------------- | -------------- | -------------- | -------------- | -------------- | -------------- | -------------- | -------------- | -------------- | -------------- | -------------- | -------------- | -------------- |